# Brida
Brida é um livro do escritor brasileiro Paulo Coelho, que conta a história de uma bruxa. Considerado um best-seller, foi transformado em uma novela na extinta TV Manchete, mas não obteve muito sucesso, e foi interrompida abruptamente no meio da trama.
Com temática extremamente inspiradora, Brida foi publicado pela primeira vez em 1990, com uma tiragem incrível de 100 mil exemplares, e teve sucesso imediato. Ficou mais de cem semanas entre os títulos mais vendidos — um sucesso que se prolonga até os dias de hoje. Em julho de 2017 foi relançado pelo selo Paralela da editora Companhia das Letras uma nova edição do livro.
"Brida é um livro sobre o amor. Todos nós temos a obrigação de achar no mundo nossa alma gêmea. E o amor é essa busca: é decepção, é correr riscos…"

## Sinopse
Um romance inspirador que mistura amor, paixão e espiritualidade.
Brida é uma garota irlandesa de 21 anos apaixonada por magia, mas que busca algo além. Isso a leva a conhecer pessoas muito especiais, como um sábio, Mago de Folk, que a ensina a confiar na bondade do mundo e uma mulher, Wicca, que lhe mostra a importância de buscar seu dom e sua alma gêmea. Seu desafio, então, passar a ser conciliar seus relacionamentos com o desejo de ser bruxa.
Sua evolução espiritual e sua busca pela Outra Parte (a famosa alma gêmea) estão retratadas neste livro emocionante e tão interessante quanto os outros livros do autor - segue contudo, o estilo altamente "místico" como "O Diário de um Mago" e "O Alquimista"
Para escrever este romance, Paulo Coelho se inspirou nas histórias contadas pela jovem Brida O'Fern, irlandesa que conheceu durante sua peregrinação pelo Caminho de Roma. O resultado é uma mistura de amor, paixão, mistério e espiritualidade.
"O caminho da sabedoria é não ter medo de errar"

## Publicação
Brida foi relançado pelo selo Paralela da editora Companhia das Letras em julho de 2017.

## Autor
Nascido em 1947, no Rio de Janeiro, Paulo Coelho atuou como encenador, dramaturgo, jornalista e compositor, antes de se dedicar à literatura. É autor do clássico O Alquimista, o livro brasileiro mais lido de todos os tempos. Paulo Coelho é considerado um fenômeno literário, com sua obra publicada em mais de 170 países e traduzida para 80 idiomas. Juntos, seus livros já venderam 210 milhões de exemplares em todo o mundo. Entre os inúmeros prêmios e condecorações internacionais que recebeu ao longo de sua carreira, estão o Crystal Award, do Fórum Econômico Mundial, e o prestigioso título de Chevalier de L’Ordre National de la Legion d’Honneur. Desde 2002 é membro da Academia Brasileira de Letras e, a partir de 2007, tornou-se Mensageiro da Paz das Nações Unidas.